# Piz Uertsch
Piz Üertsch to szczyt w paśmie Albula-Alpen, w Alpach Retyckich. Leży w południowo-wschodniej Szwajcarii, w kantonie Gryzonia. W pobliżu znajduje się przełęcz Albula (2312 m). U podnóży leżą miejscowości Bergün Filisur i La Punt. W tym rejonie znajduje się też najwyższy szczyt pasma Albula-Alpen - Piz Kesch.